# Чолутека
Чолутека је општина и главни град истоименог департмана Хондуран. Смештен у јужном Хондурасу између Ел Салвадора и Никарагве, град се генерално сматра регионалним центром јужног Хондураса и главно је транзитно место на Панамеричкој магистрали.
Има главну аутобуску станицу и дом је регионалних комуналних предузећа за светлост (ЕНЕЕ) и воде (САНАА). Град се налази на реци Чолутека, у близини центра департмана. 
Популација Чолутеке јесте 96.410 становника (прорачун за 2020. годину) и чини је седмим највећим градом у држави. То је једини већи хондурашки град на Панамеричкој магистрали. Сматра се да је други најтоплији град у Хондурасу након Насаомеа.

## Географија
Чолутека лежи на реци Чолутеци која је удаљена око 20 км до залива Фонсека. Од Комагве је удаљена 136 км јужно, а од главног града Тегусигалпе 87 км. Град има најбоље очуван историјски центар из колонијалних времена у Хондурасу, изграђен у ортогоналном распореду.

### Клима
Чолутека има тропску климу, врло топлу за сушни период и нешто умеренију за кишни период од маја до октобра. Температура осцилира између 27º - 34 ºЦ за кишни до 28º - 40 ºЦ за сушни период.

## Историја
Према шпанским хроникама, Чолотеку је основао 1534. шпански капетан Кристобал де ла Суева под именом Вила де Xерез де ла Фронтера на Чолутеци како би се присетио свог родног града Херез де ла Фронтера у Шпанији. То је заправо било насеље аутохтоних индијанаца Чоротега, народа блиског Толтецима који су мигрирали у тај крај из мексичког Чиапаса око 1000. нове ере.
Чолутека је било насеље ког су Шпанци желели због богатства његових рудника злата, ког је било толико да је 1585. по налогу краља Филипа II имену града додана фраза Y mis Reales Tamarindos (и мој краљевски Тамариндос) па је онда од тада гласило Xерез де ла Фронтера де Чолутека Y mis Reales Tamarindos. То је учињено због грумена злата великих попут зрна грашка са стабла Тамаринда, ископаних из његових рудника.
Колонијална Чолутека је подигнута поред реке Чолутека, али је због великих поплава премештена неколико километара даље од ње, али се годинама, због демографског раста река поновно нашла усред града. Од 1580. Чолутека је била у саставу града Тегусигалпе, све до 28. јуна 1825. кад је постала самостална општина. Статус града добила је 1. октобра 1845. одлуком хондурашког Националног конгреса.

## Привреда, образовање и транспорт
Чолутека је највећи град на југу Хондураса, који је данас административно-трговачко-услужни центар пољопривредног краја. Град има аеродром (ИЦАО: МХНЦ) и кампус универзитета из Тегусигалпе – Centro Tecnológico de Danlí. Поред града пролази Панамерички аутопут па је и велик транзитни центар.